# Poggio Bustone
Poggio Bustone ist eine italienische Gemeinde mit 1965 Einwohnern (Stand 31. Dezember 2023) in der Provinz Rieti in der Region Latium.
|  |

## Geographie
Poggio Bustone liegt 95 km nordöstlich von Rom, 32 km östlich von Terni und 18 km nördlich von Rieti sowie
in aussichtsreicher Lage am Nordrand des Hochtals Conca Di Rieti, umgeben von den Bergen der Reatinischen Abruzzen. Das Gemeindegebiet erstreckt sich vom Nordufer des Lago Lungo in der Talebene (371 m.s.l.m.) bis zur 1678 m hohen Cima d’Arme.
Poggio Bustone ist Mitglied der Comunità Montana Montepiano Reatino.
Zur Gemeinde gehören die Ortsteile Borgo Acquarisciana, Borgo Colli, Borgo Provaroni und Borgo San Pietro.
Die Gemeinde liegt in der Erdbebenzone 1 (stark gefährdet).
Die Nachbargemeinden sind Cantalice, Leonessa, Rieti und Rivodutri.

### Verkehr
Das Gemeindegebiet von Poggio Bustone wird von der Strada Stadale SS 79 Ternana, die Rieti mit Terni verbindet, erschlossen. Der nächste Bahnhof liegt in Rieti in 17 km Entfernung.
Poggio Bustone ist das Ziel der vierten Etappe des Pilgerwegs Benediktweg.

## Geschichte
Poggio Bustone wurde im 12. Jahrhundert erstmals erwähnt.

## Monumente
- Die gotische Porta del Buongiorno am Hauptplatz.
- Der Fünfeckturm der Burg mit einem Tor sowie Reste der Ortsmauer.
- Direkt daneben die Pfarrkirche San Giovanni Battista mit Turm und Apsis, die wie ein Halbrundturm in die Ortsbefestigung eingebunden ist. Im Kircheninneren ist ein Fresko des 15. Jahrhunderts, das den Empfang der Wundmale des heiligen Franziskus zeigt.

## Bevölkerungsentwicklung
| Jahr      | 1861 | 1881 | 1901 | 1921 | 1936 | 1951 | 1971 | 1991 | 2001 |
| Einwohner | 1229 | 1358 | 1752 | 1958 | 2143 | 2378 | 1862 | 2159 | 2094 |

Quelle: ISTAT

## Politik
Deborah Vitelli (Lista Civica: Crescere Insieme) wurde am 5. Juni 2016 zur Bürgermeisterin gewählt.

## Personen mit Verbindung zum Ort
- Franz von Assisi (1181 oder 1182–1226), Begründer des Ordens der Minderbrüder, lebte von 1208 bis 1209 in dem Ort. An der Stelle seiner Schlafstelle steht heute eine kleine Kirche.
- Der Sänger Lucio Battisti (1943–1998) wurde in Poggio Bustone geboren.
- Auch der Politiker Attilio Piccioni (1892–1976) stammt aus dem Ort.

## Sport
2008 wurde in Poggio Bustone der Paragliding World Cup ausgetragen.